# Sorbs
Sorbs – miejscowość i gmina we Francji, w regionie Oksytania, w departamencie Hérault.
Według danych na rok 1990 gminę zamieszkiwało 39 osób, a gęstość zaludnienia wynosiła 2 osoby/km² (wśród 1545 gmin Langwedocji-Roussillon Sorbs plasuje się na 861. miejscu pod względem liczby ludności, natomiast pod względem powierzchni na miejscu 393.).